# FC Academica Clinceni
FC Academica Clinceni was een Roemeense voetbalclub uit Clinceni. De kleuren van de club waren wit en paars.
De club werd in 2005 opgericht als ACS Buftea, in 2013 werd de naam veranders in FC Clinceni en in 2014 in Academica Argeș. De club kwam in 2012 in opspraak toen het in de FRF Cup alleen jeugdspelers had opgesteld tegen ACS Berceni. Er werd met 31–0 verloren, een record. In de zomer van 2015 werd de naam FC Academica Clinceni. In 2019 promoveerde de club voor het eerst naar de hoogste klasse. Na degradatie in 2022 werd de club opgeheven.

## Erelijst
- Liga III (1):

2011/12

## Eindklasseringen
| 6 |

| 3 |

| 2 |

| 13 |

| 5 |

| 8 |

| 1 |

| 6 |

| 4 |

| 2 |

| 6 |

| 14 |

| 6 |

| 2 |

| 10 |

| 5 |

| 15 |

| Liga 1 | Liga 2 | Liga III |

Tot 2006/07 stond de Liga 1 bekend als de Divizia A. De Liga 2 als Divizia B en de Liga III als Divizia C.